# Томе Серафимовски
Томе Серафимовски (Зубовце код Гостивара, 14. јул 1935 — Скопље, 3. март 2016) био је македонски вајар.

## Биографија
Основну школу завршио је у Гостивару. У Сплиту је 1957. године завршио Средњу уметничку школу, одсек вајарства, у класи професора Ивана Мирковића и Марина Студина. Истовремено је три године радио као сликар-сценограф у сплитском Народном казалишту.
Своје образовање наставио је 1957. године на Академији за ликовне умјетности у Загребу, на којој је дипломирао 1963, у класи професора Антуна Аугустинчића. У међувремену, једну годину радио је као сарадник у мајсторској радионици свог професора.
У јануару 1966. године, као стипендиста Француске владе, започео је боравак у Паризу. Вишегодишњи боравак у Паризу оставио је видљиве трагове на стваралаштво Томета Серафимовског. Радећи као сарадник Алиције Пеналбе, учествовао је у реализацији више скулптура ове познате аргентинске вајарке.
Након повратка из Париза, крајем 1969, извесно време ради као сценограф у Телевизији Скопље. Од почетка 1970. па све до 1987. године живи и ради у Гостивару и Охриду.
Члан је Друштва ликовних уметника Македоније од 1962. године, а од 1977. до 1978. и његов председник.
Током четрдесет и седам година стварања Томе Серафимовски је имао више од 30 самосталних изложби у земљи и иностранству, међу којима: у Гостивару 1955. (прва самостална изложба), Сплиту 1956, Ријеци 1965, Паризу 1967. и 1968, Скопљу 1974, 1987, 1989, 1993, 1995, 1997, 1998. и 2000, Београду 1975, 1982. и 1987, Охриду 1975, 1981, 1983. и 1984, Карловцу 1984. и 1987, Мостару 1986, Лас Палмасу 1991. и Ла Лагуни 1991, Лагосу 1992, Софији 1992, Њујорку 1993, Шумену 1994, Варни 1994. и Нирнбергу 1997. године.
Његова вајарска дела налазе се у више приватних збирки широм света, као и у многим галеријама и музејима, и то: Галерији Бакингемске палате (у збирци принца Чарлса у Лондону), Хотелу Маса - Асоцијацији писаца Француске у Паризу, Музеју Ватикана у Риму, Музеју Друштва писаца у Лас Палмасу, Парку поезије „Атлантида“ у граду Гарачико (на Тенерифима), Македонском културном центру у Перту, Фондацији „Кирил и Методиј“ у Софији, Галерији Фестивалског центра у Варни, Кући-музеју „Едвард Кардељ“ у Љубљани, Галерији Дома Армије у Ријеци, Градској библиотеци у Карловцу, Музеју Града Мостара, Кући Ђуре Јакшића у Београду, Народном музеју у Ваљеву, Галерији великана у Македонској академији наука и уметности у Скопљу, Градском музеју у Ђакову и многим другим институцијама у Скопљу и широм света, а од ове изложбе и у Уметничкој збирци САНУ.
Томе Серафимовски је оснивач Фондације „Ликовни уметници Ђури Јакшићу“ у Скадарлији (Београд).
Академик Томе Серафимовски је добитник бројних награда и признања. За члана Македонске академије наука и уметности изабран је 7. октобра 1988. године. Од 1992. до 1999. секретар је Одељења уметности и члан Председништва МАНУ.
Од 1992. године члан је Издавачког одбора међународног часописа за културу „Орфеј“ у Софији.

## Стваралаштво
Томе Серафимовски је до сада остварио, у трајном материјалу - бронзи, мермеру и дрвету, преко 400 скулптура, скица, фигура, портрета, спомен-обележја, као и 13 споменика (на више тема), који су постављени широм бивше Југославије, и то: 
- споменик „Продор“, на мосту преко реке Коране и споменик „Крава“ у Карловачкој индустрији млека (у Карловцу)
- споменик „Стрељање“ (у Леунову, код Гостивара)
- споменик рударима и споменик „Народни херој Вера Јоцић“ (у Македонској Каменици)
- споменик Македонски партизански одред "Кораб" (у Новом Селу) код Гостивара
- споменик „Наши Шпанци (1936—1937)“, (у насељу Трсат, Ријека)
- споменици „Кирил Пејчиновић-Тетовац“ и „Иљо Антоски-Смок“ (у Тетову)
- споменик Светој браћи Ћирилу и Методију (у Охриду, донација са г. Ристом Гушетровим)
- споменици „Мајка Тереза“ (у Скопљу и Нирнбергу, донације са г. Трифуном Костовским)
- споменик „Кочо Рацин“ (у Велесу 2002, донација г. Трифуна Костовског)
- споменик „Панко Брашнаров“ (у Велесу 2004)
- споменик „Људевит Гај“ (у Загребу 2008).
- споменик „Св. Наум Охридски – Чудотворец“ (у Охриду, 2010)
- бисту шпанском песнику Рафаелу Албертију (у Гарачику, на Канарским острвима, 1991).

## Галерија
- Споменик Ћирилу и Методију, Охрид
- Споменик Клименту Охридском, Охрид
- Споменик Вери Јоцић, Македонска Каменица
- Споменик жртвама земљотреса 1963., Скопље
- Споменик Људевиту Гају, Загреб 2008.
- Евлија Челебија